# 桂竹帽镇
桂竹帽镇，是中华人民共和国江西省赣州市寻乌县下辖的一个乡镇级行政单位。

## 行政区划
桂竹帽镇下辖以下地区：
上坪村、华星村、龙归村、高头村、白面石村和蕉子坝村。